# Periquitos em Revista

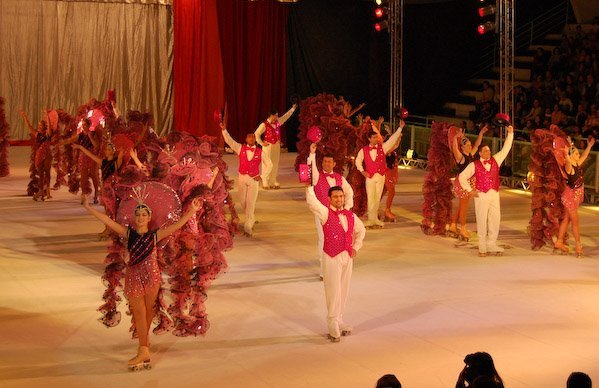
Periquitos em Revista em exibição.

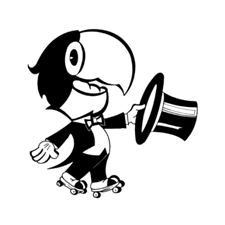
Mascote dos Periquitos em Revista.

Periquitos em Revista criado em 1954 é o maior e mais tradicional espetáculo de patinação artística sobre rodas em atividade no Brasil, formado por patinadores amadores da Sociedade Esportiva Palmeiras. Beneficente, o grupo vem, há quase 70 anos, ajudando diversas entidades filantrópicas a proverem recursos em favor de crianças carentes e outros projetos assistenciais.
Em razão desse caráter filantrópico, o lema dos Periquitos em Revista é "Brincando, ajudamos".
Mais de 60 patinadores de todas as idades, incluindo atletas especiais, se apresentam em espetáculos de cerca de 90 minutos, onde esporte, dança, música, figurinos, luzes e cores se misturam diante de crianças, jovens e adultos nas cidades que percorrem. Em suas turnês, os patinadores apresentam shows que homenageiam os grandes musicais ("Welcome to Broadway"), a magia do cinema ("Welcome to Hollywood") o fascínio do Natal ("It's Christmas Time") além de outras produções intituladas Jubilee, Splendour, Diamonds, Glamour Gala Show, Celebration e recentemente A Pequena Sereia, Um Musical Sobvre Rodas.
Dentre o os integrantes do elenco patinam atletas da equipe de patinação artística competitiva da Sociedade Esportiva Palmeiras, incluído detentores de títulos estaduais, brasileiros e sul-americanos como Ana Beatriz Martins, Beatriz Machini, Cezar Gomes, Fernanda Tosta, Matheus Monteiro, Renato Capelozza,
 Julia Giovannini, Giulia Fanti, Helena Ribeiro, Camila Martins, Bia Fernandes, Giulia Pasquarelli, Maria Fernanda Dias entre outros.

## História
Criado no dia 8 de junho de 1954 pelo comendador Hiada Torlay com o nome de "Folias sobre Patins", em 1968 o grupo foi reconhecido mundialmente pela ONU, por meio da Unesco, quando recebeu a Gran Cruz de Mérito Social.
Desde 2005 grupo vem recebendo grande atenção da mídia, com apresentações em programas de TV de diversas emissoras, inclusive a edição de 25 anos do Criança Esperança (Rede Globo / Unicef), em 2010.
O grupo é hoje dirigido por Maria Tereza Bellangero e Lucile Fanti. A produção e a direção artística está a cargo do Marcello Cória Massaíni e as coreografias são realizadas pela Patrícia Fanti.

## Galeria

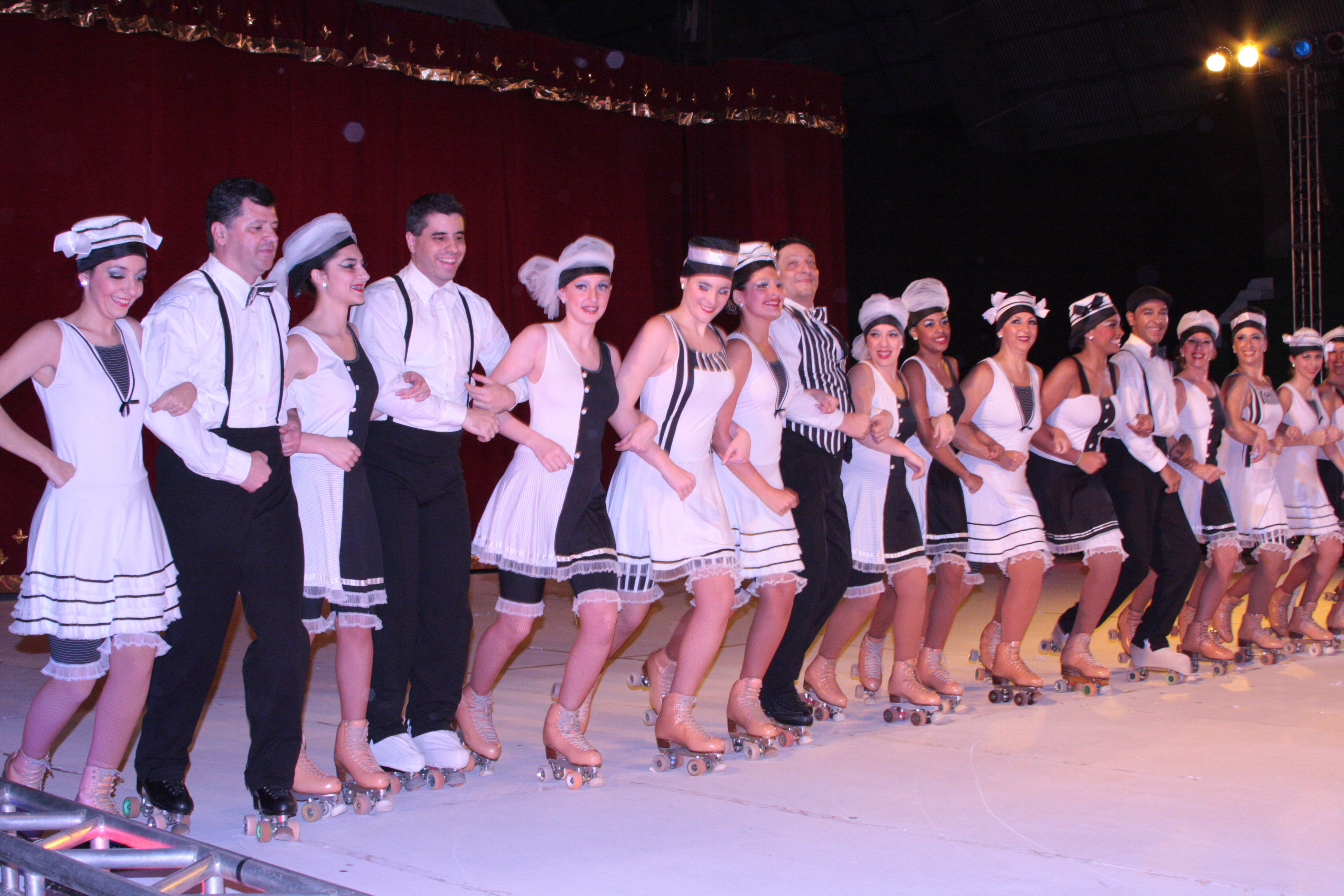
Periquitos em Revista: "Cinema Mudo", 2009.
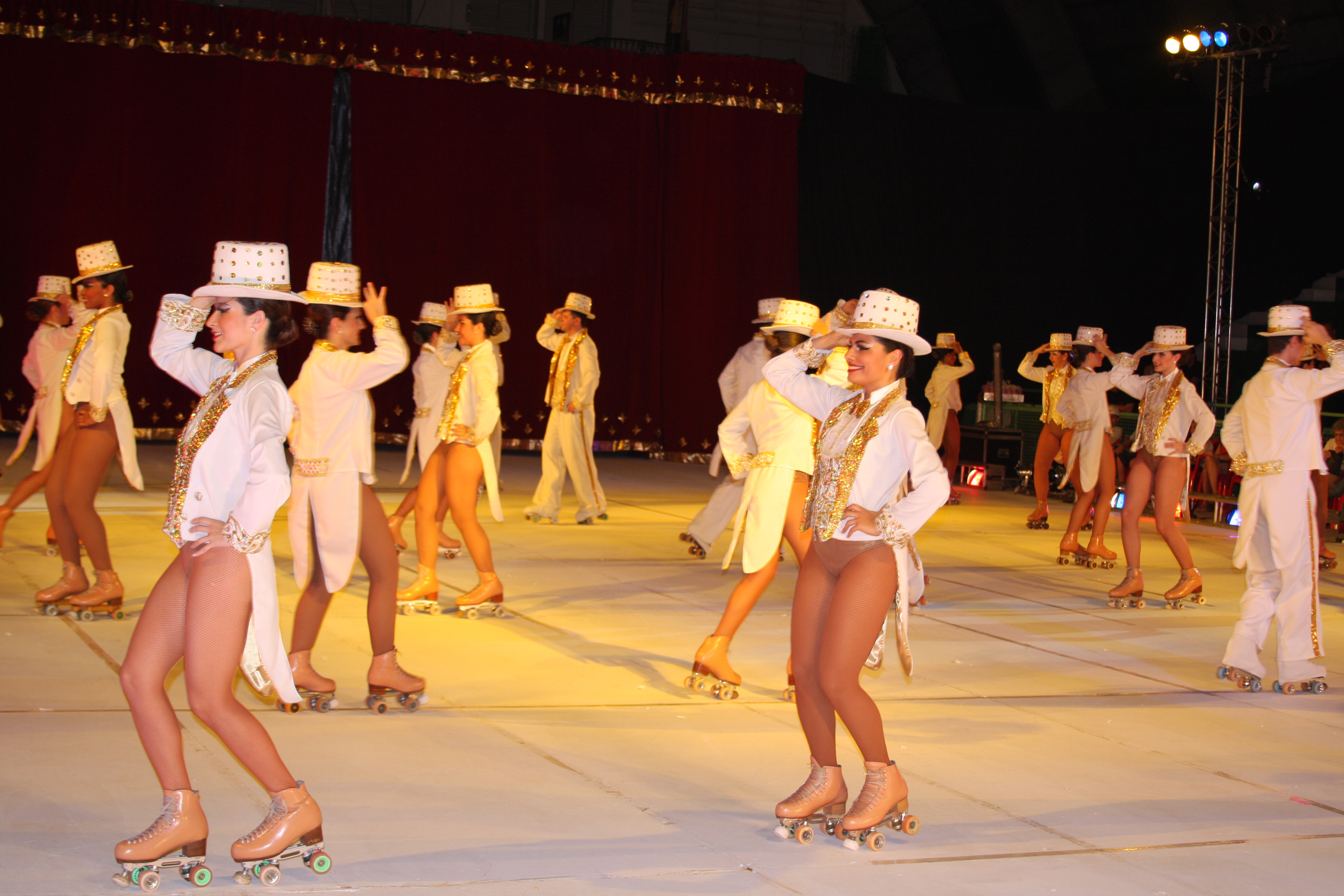
Periquitos em Revista: "A Chorus Line", 2009.
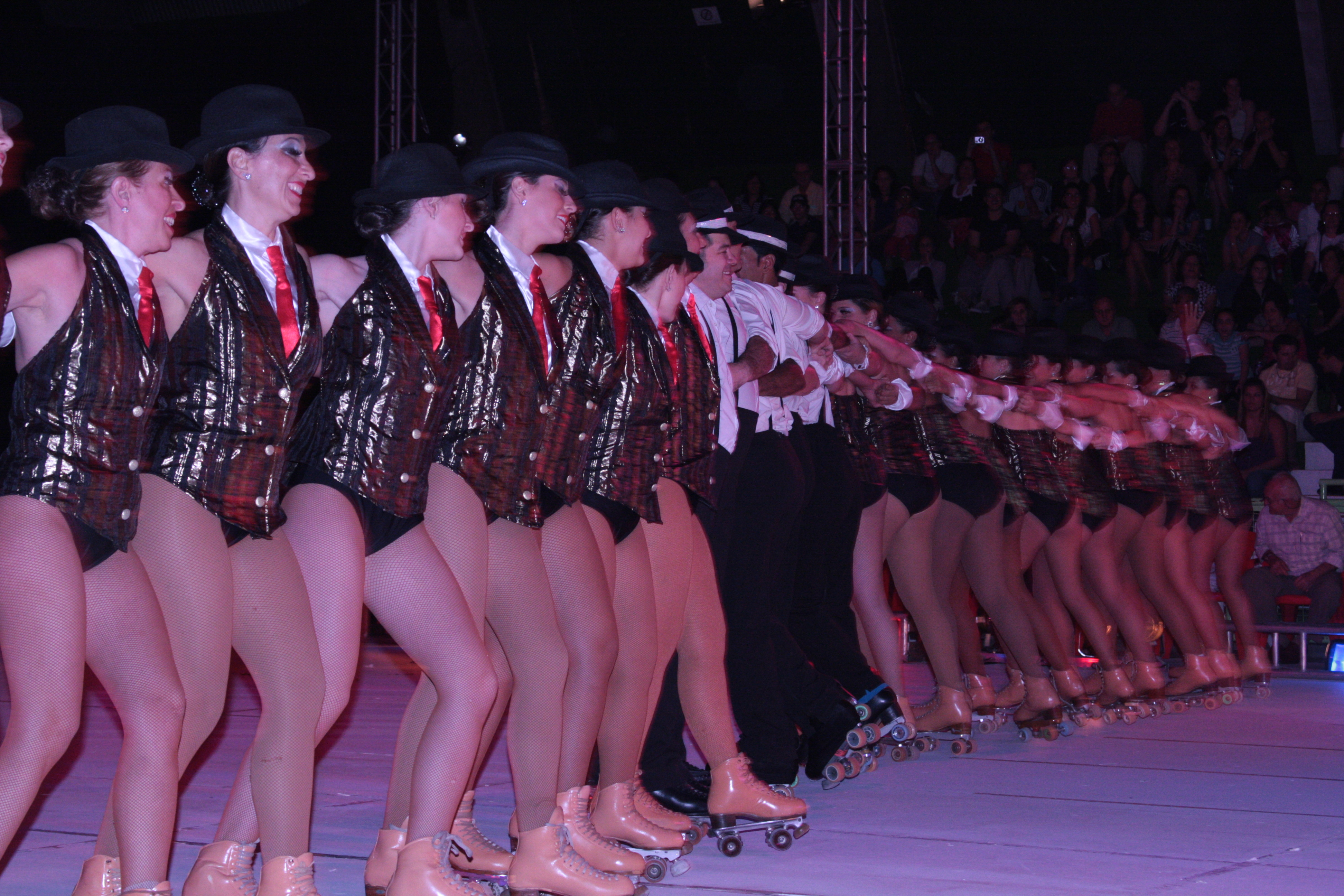
Periquitos em Revista: "Chicago", 2009.
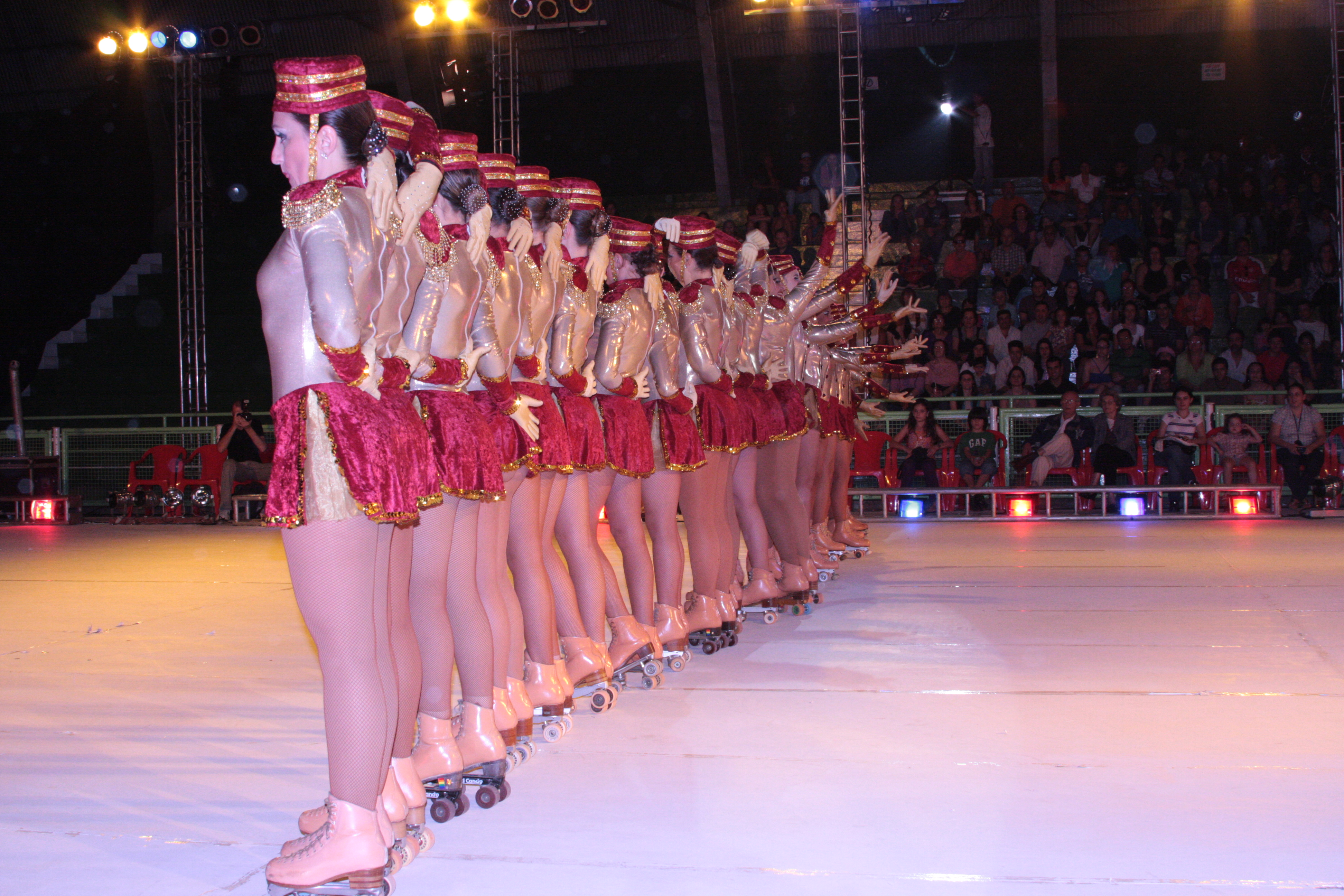
Periquitos em Revista: "Hooray for Hollywood!", 2009.
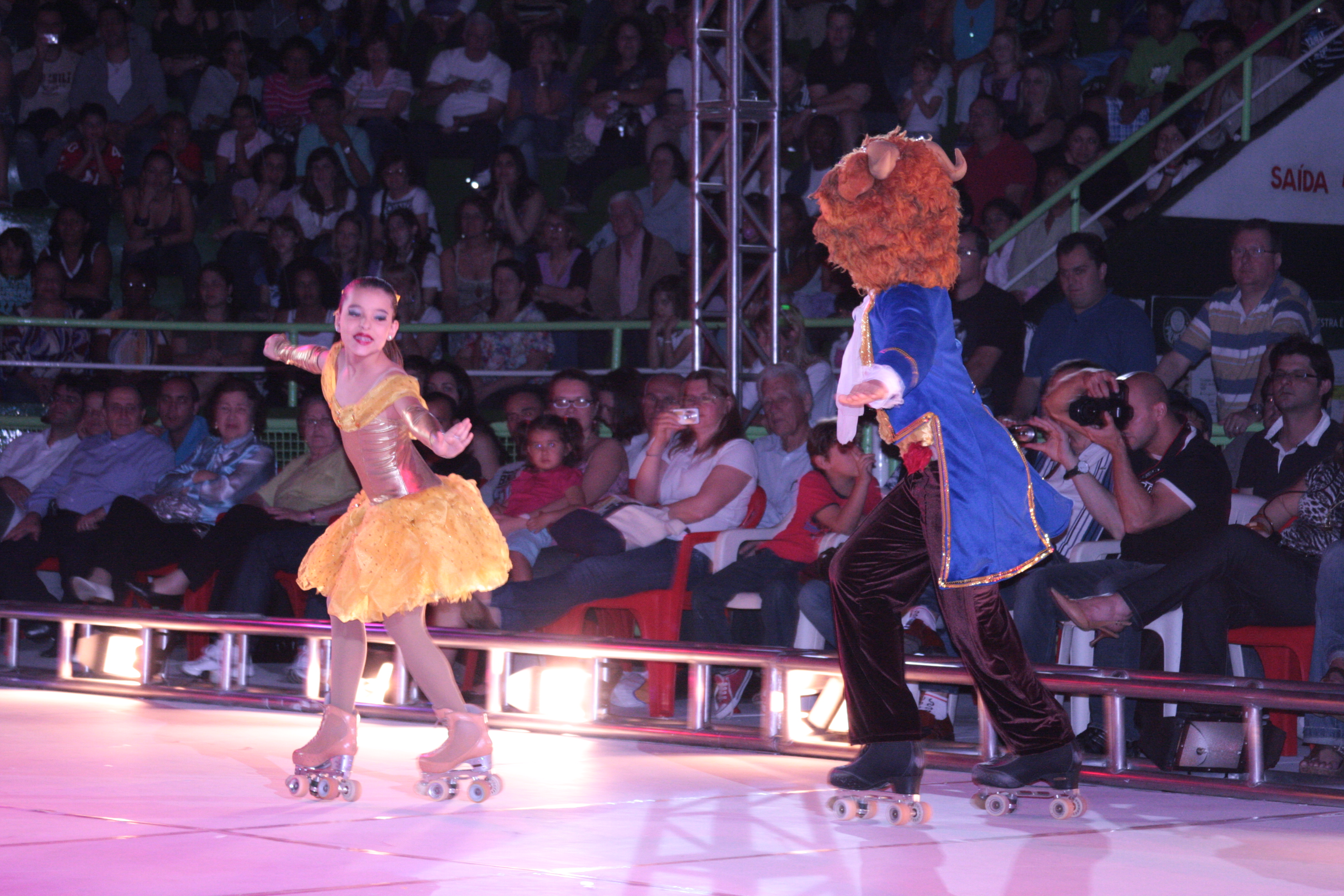
Periquitos em Revista: "A Bela e a Fera", 2009.
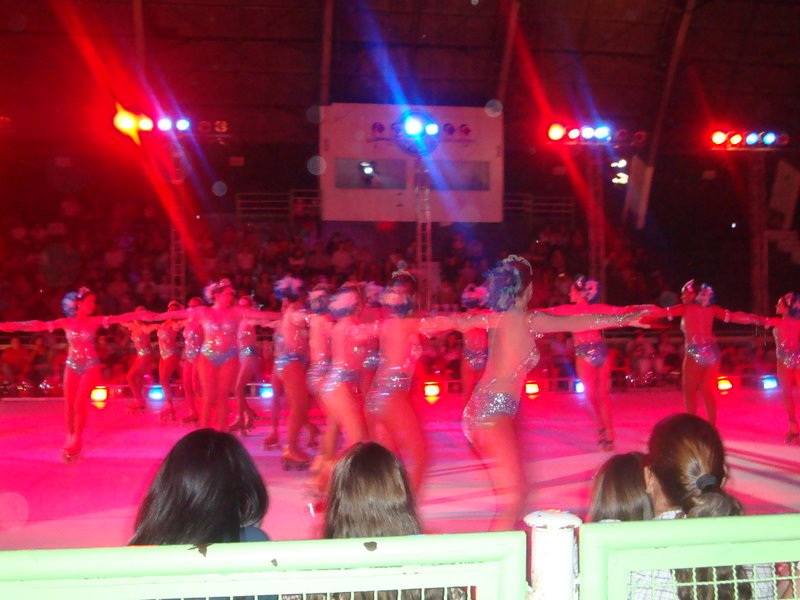
Periquitos em Revista: "Merci Beaucoup", 2009.
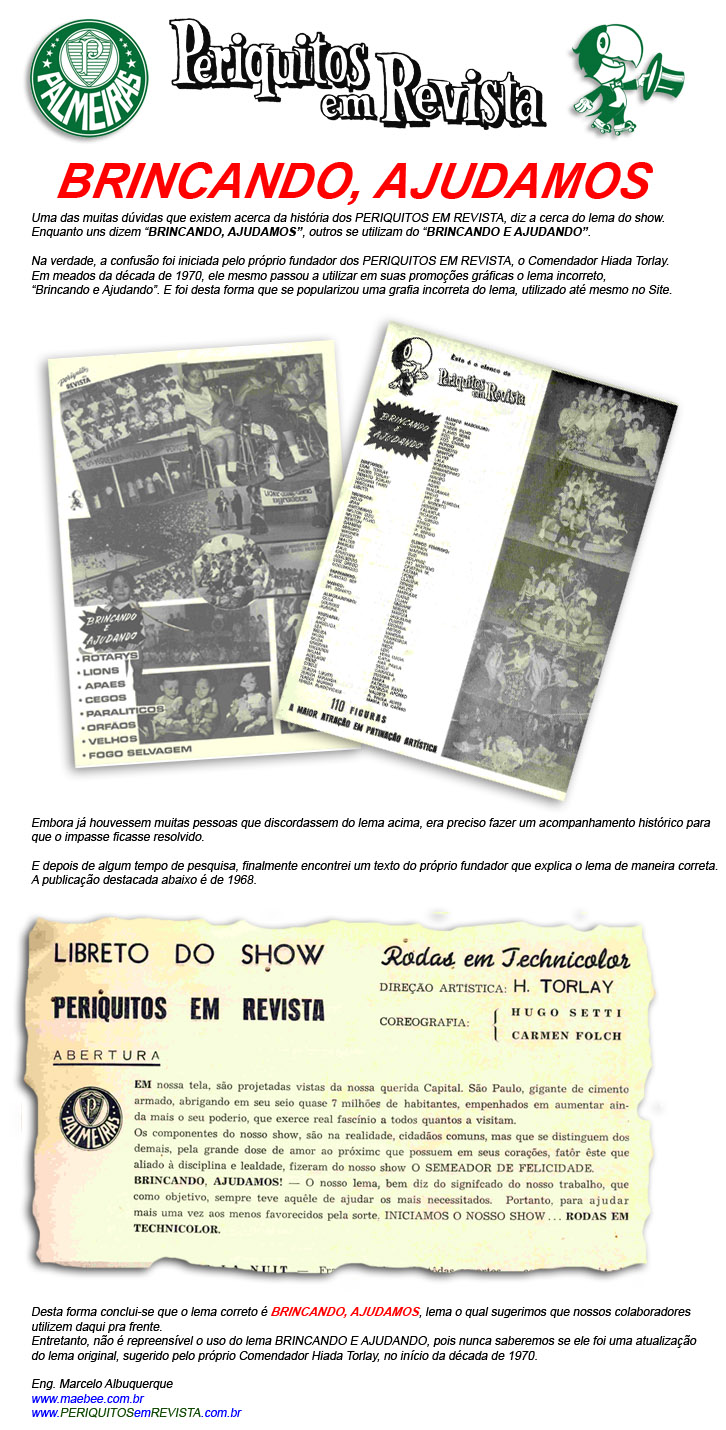
Periquitos em Revista: Memória: a origem do lema "Brincando, ajudamos".